# 定州站
定州站，位于中华人民共和国河北省保定市定州市，是京广铁路上的火车站，建于1901年，由中国铁路北京局集团北京车务段管辖。

## 歷史
- 建于1901年。

## 車站周邊
- 京华连锁酒店定州火车站店
- 中国联通定州火车站营业厅
- 中国邮政储蓄银行定州市支行
- 定州汽车站
- 定州京津商务酒店
- 博凌市场
- 河北农业大学中兽医学院
- 中国银行定州分行
- 定州中山公园
- 定州市人民医院
- 定州红都时尚酒店
- 定州市人民政府
- 净众院塔基地宫
- 北庄汉墓石刻
- 张寒晖文化广场

## 外部連結
- 中国铁路客户服务中心（页面存档备份，存于）